# Gymnoscelis carneata
Gymnoscelis carneata är en fjärilsart som beskrevs av W. Warren 1902. Gymnoscelis carneata ingår i släktet Gymnoscelis och familjen mätare. Inga underarter finns listade i Catalogue of Life.